# Stockholms läns sjukvårdsområde
Stockholms läns sjukvårdsområde (SLSO) är den förvaltning inom Region Stockholm som har ansvar för den hälso- och sjukvård som bedrivs i regionens egen regi utanför akutsjukhusen. 
SLSO är en av de största vårdgivarna i Sverige med fem miljoner patientbesök i öppenvården och 450 000 vårddygn i heldygnsvården under ett år, cirka 12 000 medarbetare och drygt 700 vårdenheter. SLSO:s verksamhet omfattar primärvård (vårdcentraler/husläkarmottagningar, barnavårdscentraler, barnmorske-, ungdoms-, mans-, rehab- och logopedmottagningar) samt barn- och ungdomspsykiatri (BUP), vuxenpsykiatri, ätstörnings- och beroendevård samt rättspsykiatri. En stor del av SLSO:s psykiatrimottagningar är öppenvårdsmottagningar dit patienten kan vända sig direkt. SLSO bedriver också närakuter, hjälpmedelsverksamhet, habilitering, geriatrik och avancerad sjukvård i hemmet (ASIH).
SLSO har cirka 12 000 anställda medarbetare inom över hundra olika yrken. Tillsammans med Karolinska Institutet bedrivs forskning, utveckling och utbildning.
Omsättningen år 2018 var 12,3 miljarder kronor.